# Championnats du monde de cyclisme sur piste juniors 2010
Navigation
Édition précédente Édition suivante
Les Championnats du monde de cyclisme sur piste juniors 2010 ont eu lieu du 11 au 15 août 2010 à Montichiari en Italie.
L'Australie avec 7 titres et 14 médailles domine globalement ces championnats. L'Italie à domicile n'a remporté que deux médailles. L'Australienne Amy Cure remporte trois titres chez les dames.

## Faits marquants
Lors du 500 mètres contre-la-montre féminin, la Coréenne Hyejin Lee remporte le premier titre mondial de l'histoire du cyclisme coréen, toutes disciplines et catégories confondues. Elle récidive deux jours plus tard en remportant le tournoi de vitesse.
Plusieurs records du monde juniors ont été battus lors de cette édition :
- L'équipe française de vitesse par équipes (Benjamin Edelin, Kevin Guillot et Julien Palma) lors des qualifications avec un temps de 45 s 402. Ils ont ensuite remporté l'or en finale devant l'Australie et l'Allemagne ;
- L'Australienne Amy Cure lors des qualifications de la poursuite individuelle en 2 min 22 s 499. Elle a ensuite remporté la finale devant Laura Trott (Grande-Bretagne) et Marlies Mejias (Cuba) ;
- L'équipe russe de vitesse par équipes (Ekaterina Gnidenko et Anastasiia Voinova) a battu à deux reprises le record du monde de la discipline, portant le record à 35 s 029. La Nouvelle-Zélande et l’Australie terminent deuxième et troisième de cette épreuve.

À noter que des nations comme la Colombie ou la France n'ont pas engagées de cyclistes dans les compétitions féminines.

## Podiums masculin
| Épreuves               | Or                                                                       | Argent                                                           | Bronze                                                                 |
| ---------------------- | ------------------------------------------------------------------------ | ---------------------------------------------------------------- | ---------------------------------------------------------------------- |
| Kilomètre              | Bernard Esterhuizen Afrique du Sud                                       | Julien Palma France                                              | Maddison Hammond Australie                                             |
| Keirin                 | Matthew Glaetzer Australie                                               | Mauricio Quiroga Argentine                                       | Matthew Baranoski États-Unis                                           |
| Vitesse individuelle   | Matthew Glaetzer Australie                                               | Stefan Bötticher Allemagne                                       | Maddison Hammond Australie                                             |
| Vitesse par équipes    | France Benjamin Edelin Kévin Guillot Julien Palma                        | Australie Matthew Glaetzer Jamie Green Maddison Hammond          | Allemagne Stefan Bötticher Philip Hindes Robert Kanter                 |
| Poursuite individuelle | Lasse Norman Hansen Danemark                                             | Dale Parker Australie                                            | Viktor Manakov Russie                                                  |
| Poursuite par équipes  | Australie Jackson Law Edward Bissaker Jordan Kerby Mitchell Lovelock-Fay | Royaume-Uni Samuel Harrison Owain Doull Daniel McLay Simon Yates | Allemagne Lucas Liss Maximilian Beyer Christopher Muche Kersten Thiele |
| Scratch                | Pavel Karpenkov Russie                                                   | Bryan Coquard France                                             | Didier Caspers Pays-Bas                                                |
| Course aux points      | Jordan Kerby Australie                                                   | Stéphane Lemoine France                                          | Kirill Sveshnikov Russie                                               |
| Américaine             | Royaume-Uni Simon Yates Daniel McLay                                     | Russie Roman Ivlev Kirill Sveshnikov                             | France Stéphane Lemoine Yoän Vérardo                                   |
| Omnium                 | Bryan Coquard France                                                     | Samuel Harrison Royaume-Uni                                      | Lucas Liss Allemagne                                                   |

## Podiums féminin
| Épreuves               | Or                                                 | Argent                                                            | Bronze                                                  |
| ---------------------- | -------------------------------------------------- | ----------------------------------------------------------------- | ------------------------------------------------------- |
| 500 m                  | Hyejin Lee Corée du Sud                            | Tania Calvo Espagne                                               | Anastasiia Voinova Russie                               |
| Keirin                 | Ekaterina Gnidenko Russie                          | Holly Williams Australie                                          | Sara Consolati Italie                                   |
| Vitesse individuelle   | Hyejin Lee Corée du Sud                            | Ekaterina Gnidenko Russie                                         | Holly Williams Australie                                |
| Vitesse par équipes    | Russie Anastasiia Voinova Ekaterina Gnidenko       | Nouvelle-Zélande Stephanie McKenzie Henrietta Mitchell            | Australie Adele Sylvester Holly Williams                |
| Poursuite individuelle | Amy Cure Australie                                 | Laura Trott Royaume-Uni                                           | Marlies Mejías Cuba                                     |
| Poursuite par équipes  | Australie Amy Cure Isabella King Michaela Anderson | Nouvelle-Zélande Elizabeth Steel Alexandra Neems Georgia Williams | Pays-Bas Laura van der Kamp Claudia Koster Kelly Markus |
| Scratch                | Amy Cure Australie                                 | Harriet Owen Royaume-Uni                                          | Elena Cecchini Italie                                   |
| Course aux points      | Julie Leth Danemark                                | Laura Trott Royaume-Uni                                           | Gloria Rodriguez Espagne                                |
| Omnium                 | Laura Trott Royaume-Uni                            | Isabella King Australie                                           | Coryn Rivera États-Unis                                 |

## Tableau des médailles
| Rang  | Nation           | Or | Argent | Bronze | Total |
| ----- | ---------------- | -- | ------ | ------ | ----- |
| 1     | Australie        | 7  | 4      | 4      | 15    |
| 2     | Russie           | 3  | 2      | 3      | 8     |
| 3     | Royaume-Uni      | 2  | 5      | 0      | 7     |
| 4     | France           | 2  | 3      | 1      | 6     |
| 5     | Danemark         | 2  | 0      | 0      | 2     |
| -     | Corée du Sud     | 2  | 0      | 0      | 2     |
| 7     | Afrique du Sud   | 1  | 0      | 0      | 1     |
| 8     | Nouvelle-Zélande | 0  | 2      | 0      | 2     |
| 9     | Allemagne        | 0  | 1      | 3      | 4     |
| 10    | Espagne          | 0  | 1      | 1      | 2     |
| 11    | Argentine        | 0  | 1      | 0      | 1     |
| 12    | États-Unis       | 0  | 0      | 2      | 2     |
| -     | Italie           | 0  | 0      | 2      | 2     |
| -     | Pays-Bas         | 0  | 0      | 2      | 2     |
| 14    | Cuba             | 0  | 0      | 1      | 1     |
| Total | Total            | 19 | 19     | 19     | 57    |